# Il re dei torti
Il re dei torti (The King of Torts) è un romanzo di John Grisham, pubblicato in Italia nel 2003.

## Trama
Un giovane avvocato, Clay Carter, insoddisfatto del suo lavoro all'Ufficio del patrocinio gratuito e della sua vita sentimentale, accetta la proposta di una misteriosa persona che lavora per una potente ditta farmaceutica: un compenso milionario per lui e per i familiari delle vittime di alcuni omicidi su cui stava lavorando, in cambio del silenzio sulla vera causa che ha scatenato la tragedia. Clay accetta, e svolge bene il compito affidatogli. Il misterioso interlocutore gli propone allora di dare luogo ad un'azione collettiva contro un colosso farmaceutico concorrente, colpevole di avere immesso sul mercato un farmaco dai gravi effetti collaterali non dichiarati. Questa volta l'affare è molto più grosso e Clay si sente in una botte di ferro grazie a informazioni riservate che gli vengono fornite allo scopo. Quindi, nonostante possa già definirsi ricco, Clay si butta a capofitto nell'impresa, invogliato dalla frequentazione di aerei privati e yacht di altri avvocati, specialisti nell'arricchirsi oltre misura ai danni di industrie colpevoli di prodotti difettosi. Diventa "il re dei torti" e inizia per lui una nuova vita, assaporando il successo e arrivando a possedere a sua volta un jet privato. Ma gli eventi ben presto gli presentano il conto...

## Edizioni
- John Grisham, Il re dei torti, traduzione di Tullio Dobner, collana Oscar bestsellers, Arnoldo Mondadori, 2004,  p. 378, ISBN 88-04-53650-0.